# تخت سرخ موته
تخت سرخ میمه در اصطلاح محلی تخته سرخ (دره دوزخی) نامیده می‌شود، یکی از جاذبه‌های طبیعی و گردشگری بخش میمه است. این منطقه که در منتهی‌الیه شمال اصفهان و جنوب شرقی روستای موته و در پارک ملی موته قرار گرفته. نخستین کاوش‌های منجر به کشف طلا در منطقه موته در همین منطقه انجام شده. «دره دوزخی»، «تخت محمد جعفر» و «سنگ نوشته صدرالاسلام» پدیده‌هایی طبیعی و بشری هستند که در مجموعه‌ای به نام «تخت سرخ» در استان اصفهان و شهر میمه شناخته شده است.این منطقه از لوکیشن های اصلی سریال خاطره انگیز روزی روزگاری به کارگردانی امراله احمدجو در سال 1370 بوده است.